# カンザスシティ・カレント
カンザスシティ・カレント（英語：Kansas City Current）は、アメリカ合衆国カンザス州カンザスシティを本拠とする女子プロサッカーチーム。2021年よりNWSLのチームとして参加。当初の本拠地はチルドレンズ・マーシー・パークであったが、2024年3月16日に、サッカー女子プロチーム初の専用本拠地CPKCスタジアム（英語: CPKC Stadium）がオープンし同日に初試合が開催された。

## 沿革
2017年を最後にNWSLのチームFCカンザスシティが解散。選手やその他の資産はユタ・ロイヤルズFCに引き継がれた。3年後ユタ・ロイヤルズFCも解散することとなり、カンザスシティの財界幹部が2020年12月に女子プロサッカーチームを引き継ぐと発表した。NFLのカンザスシティ・チーフスのクォーターバック、パトリック・マホームズの妻ブリタニー・マホームズも一部資本を出した。

## チーム名、チームエンブレム

2021年リーグ参戦時の暫定エンブレム

準備期間が余りにも短過ぎたため、2021年シーズンは「カンザスシティNWSL」として暫定チーム名と暫定エンブレムで参戦。2021年10月に、新チーム名を「カンザスシティ・カレント」として、2022年シーズンより使用すると発表した。